# 하경철
하경철(河炅喆, 1939년 ~ , 전북 무주)은 대한민국의 법조인, 변호사이다. 1999년 9월 26일부터 2004년 1월 28일까지 헌법재판관을 지냈다.

## 생애
전주고, 1961년 서울대 법대 졸업.
고등고시 사법과 12회 수석합격. 서울지법 판사, 대한변협 인권위원장, 중앙선거관리위원을 거쳐 1999년부터 2004년까지 새정치국민회의 추천으로 헌법재판관을 지냈다. 2005년 민주화운동 관련자 명예회복 및 보상 심의위원회 5대 위원장. 2015년 현재 법무법인 동서양재 변호사

## 기타
- 노무현 전 대통령이 공안 사건으로 위기에 빠졌을 때 변호인을 맡은 바 있다. 1987년 노 전 대통령이 대우조선 노동자 이석규씨 사건으로 제3자 개입 혐의로 구속될 처지에 놓이자, 하 변호사는 부산까지 내려가 무료 변론을 자청했다. 2004년에도 변호인을 맡았다.

- 민주화운동보상심의위원장으로 재직시 남민전 사건 관련자 29명을 민주화운동관련자로 인정해 논란을 일으켰다.